# Cerithiopsis fraseri
Cerithiopsis fraseri är en snäckart som beskrevs av Bartsch 1921. Cerithiopsis fraseri ingår i släktet Cerithiopsis och familjen Cerithiopsidae. Inga underarter finns listade i Catalogue of Life.